# Люботинський провулок (Київ)
Люботи́нський прову́лок — провулок у Дніпровському районі міста Києва, місцевість Ліски. Пролягає від вулиці Новаторів до Люботинської вулиці.

## Історія
Провулок виник у середині XX століття під назвою 315-а Нова вулиця. Сучасна назва — з 1953 року, на честь міста Люботина в Харківській області.